# セーラー広告
セーラー広告株式会社（セーラーこうこく）は、香川県高松市に本社を置く広告代理店。四国および中国地方（広島県・岡山県）に営業拠点を持つ。東京証券取引所スタンダード市場上場企業。
登記上の本社は高松市であるが、ほかに愛媛県松山市と岡山県岡山市にも「愛媛本社」、「岡山本社」と「本社」を名乗る拠点を持つ。2019年現在は東京都港区に東京支社も設置している。

## 沿革
1951年3月、屋外広告制作業として愛媛県新居浜市で株式会社セーラー工藝社として設立された。1954年7月に高松市に本社を移転する。
1959年8月に商号を株式会社セーラー広告社に改称。
1982年4月、ホットカプセルを子会社として設立。同社はタウン情報誌『月刊タウン情報かがわ』を刊行し、編集長の田尾和俊による企画（「笑いの文化人講座」「ゲリラうどん通ごっこ」）が掲載された。
1991年4月、高松市扇町の現社屋に本社を移転、5月には商号を「セーラー広告株式会社」に改称した。
2003年4月、子会社の協同セーラー広告株式会社（岡山市・倉敷市）を合併の上、岡山本社、および倉敷支社とする。6月には徳島市でタウン情報誌を発行する株式会社あわわを子会社とした。2005年6月、ホットカプセルをあわわに経営統合し、11月にホットカプセルは清算結了した。
2007年6月にジャスダック（当時は株式会社ジャスダック証券取引所の運営）に株式を上場。
2011年4月にあわわから『月刊タウン情報かがわ』の発行に関する事業を譲受したが、翌年3月に同誌は紙媒体による発行を休止してウェブ媒体に移行、2015年4月号をもってウェブ版も休刊。
2018年4月に広島県福山市に本社を置く第一エージェンシーと業務提携。この発表の際には、株価がストップ高となった。

## 関連会社
- 株式会社あわわ
- アド・セイル株式会社
- 株式会社ゴング
- 南放セーラー広告株式会社
- 株式会社エイ・アンド・ブイ